# エアフルト事件
エアフルト事件（独: Amoklauf von Erfurt）は、ドイツ・テューリンゲン州の州都エアフルトで2002年4月26日に発生した大量殺人事件である。
死者17人、負傷者6人を出し、ドイツでは第二次世界大戦以降最大の民間人殺戮となった。
犯人の少年は裕福で問題のない家庭に育ったが、コンピュータゲームに耽溺し通っていた高校では問題行動のために退学になっていた。このことから教師を恨み、2002年4月26日の午前11時ごろに散弾銃と自動拳銃で武装し目出し帽をつけてかつての母校へ向かった。そこで教室を移動しながら教師13人、生徒2人、駆けつけた警官1人を射殺した。
その後、鉢合わせした教師の前で目出し帽を脱いで素顔を見せている。少年を知っていたその教師は「自分を撃て」と言ったが、少年は「先生、今日はもう充分です」と答えた。
教師は少年を空き部屋に閉じ込めて鍵をかけ、直後に少年は自殺した。
死体解剖では薬物もアルコールも検出されなかったが、彼の部屋からはアメリカ合衆国の大量殺人事件に関する資料が見つかった。